# پیلوس (پاستا)
پیلوس نوعی پاستا است که منشأ آن جزیره ساردینیا، به ویژه در اطراف اوریستانو است. این ماکارونی در آبگوشت گوشت گاو (یا گاهی گوشت گوسفند) پخته می‌شود و با پنیر پکورینو سرو می‌گردد. در بوساچی، پاستا با زعفران بو داده و به صورت پودر طعم‌دار می‌شود.
لیسانزدا یک نوع پیلوس است (و گاهی به این نام شناخته می‌شود) که مانند لازانیا به صورت لایه‌ای در فر پخته می‌شود. شکل پاستا بزرگ (با قطر ۷ تا ۸ اینچ) به جای نوارها است. پر کردن آن با مایه گوشت و پنیر پکورینو در هر دو غذا مشترک هستند. یک نوع از لیسانزدا که در اطراف کالیاری یافت می‌شود، با زعفران طعم‌دار می‌گردد. نوع دیگری از این پاستا در گیبا با رازیانه طعم‌دار می‌شود.

## پیون به بیرون
- ماکارونی پیلوس با گوشت بز بایگانی‌شده  در ۲۰۲۲-۱۱-۳۰ توسط Wayback Machine، تصویر غذا از رستوران Zinnibiri، ساردینیا